# Туржице
Туржице (чеш. Tuřice) је насељено мјесто са административним статусом сеоске општине (чеш. obec) у округу Млада Болеслав, у Средњочешком крају, Чешка Република, удаљен од Прага око 30 минута вожње (40 km ауто-путем).

## Становништво
Према подацима о броју становника из 2014. године насеље је имало 280 становника, a 2020. године - 364 становника.

## Знамените личности
- Јосиф Холец (1835, Туржице — 1898, Београд), санитетски пуковник српске војске, оснивач Српског лекарског друштва.